# ユリヤ・チェパロワ
ユリヤ・チェパロワ（Yuliya Anatolyevna Chepalova、ロシア語: Ю́лия Анатольевна Чепа́лова、1976年12月23日 - ）は、ソビエト連邦ハバロフスク地方コムソモリスク・ナ・アムーレ出身の元クロスカントリースキー選手。ロシア代表として活躍した。夫はトリノオリンピック銅メダリストのヴァシーリー・ヴァシーリエヴィチ・ロチェフ。

## プロフィール
チェパロワは父アナトリ・チェパロフの指導のもと、歩き始めてすぐにスキーを始め、1986年から旧ソ連のスポーツエリート育成システムの中で実力を蓄えた。ソ連ナショナルジュニアチームの監督を務めていた父は娘の成功のために全財産を投じた。
チェパロワは1993年のノルディックスキージュニア世界選手権で国際大会にデビューし、15kmフリーで銀メダルを獲得、1994年から1996年まで同種目で3連覇を達成した。
1995-1996シーズンにクロスカントリースキー・ワールドカップにデビューし、総合14位となった。
1998年1月4日に10kmフリーでワールドカップ初勝利、同年の長野オリンピックではパシュート6位入賞、30kmフリーでは金メダルを獲得した。
2000年にドミトリー・リアシェンコと結婚。
2001年ノルディックスキー世界選手権ではリレーで金メダル、個人スプリントで銅メダルを獲得、2001-2002シーズンのワールドカップ総合優勝。2002年ソルトレイクシティオリンピックにおいては個人スプリント金、10kmクラシカル銀、15kmフリー銅と3個のメダルを獲得した。
2002-2003シーズンは長女出産のため全休。2005年ノルディックスキー世界選手権ではパシュートで金メダル、10kmとリレーで銀メダル、チームスプリントで銅メダルを獲得した。更に2006年トリノオリンピックでもリレーで金、30kmフリーで銀メダルを獲得した。
2006-2007シーズンは2番目の夫ヴァシーリー・ヴァシーリエヴィチ・ロチェフとの娘を出産するため再び全休。
2009年8月、同年1月3日のヴァル・ディ・フィエンメにおけるドーピング検査で陽性反応が出たことが発表され、12月23日にFISはチェパロワに2011年8月20日までの出場停止処分を下した。これを受けチェパロワは現役を退いた。
ホルメンコーレン大会の30kmで1999年、2004年、2006年の3度優勝、2004年にホルメンコーレン・メダルを受章した。ワールドカップ通算18勝（2位8回、3位7回）、総合優勝1回（2000-2001シーズン）。